# Yasunori Miyabe
Yasunori Miyabe –en japonés, 宮部保範, Miyabe Yasunori– (Tokio, 5 de noviembre de 1966) es un deportista japonés que compitió en patinaje de velocidad sobre hielo. Su hermano Yukinori también compitió en patinaje de velocidad.
Ganó dos medallas en el Campeonato Mundial de Patinaje de Velocidad sobre Hielo en Distancia Corta, plata en 1993 y bronce en 1995. Participó en dos Juegos Olímpicos de Invierno, en los años 1992 y 1994, ocupando el quinto lugar en Albertville 1992, en la prueba de 500 m.

## Palmarés internacional
| Campeonato Mundial en Distancia Corta | Campeonato Mundial en Distancia Corta | Campeonato Mundial en Distancia Corta | Campeonato Mundial en Distancia Corta |
| Año                                   | Lugar                                 | Medalla                               | Prueba                                |
| ------------------------------------- | ------------------------------------- | ------------------------------------- | ------------------------------------- |
| 1993                                  | Ikaho (Japón)                         | Medalla de plata                      | Clasificación general                 |
| 1995                                  | Milwaukee (Estados Unidos)            | Medalla de bronce                     | Clasificación general                 |